# Eva Löbau
Eva Löbau, född 26 april 1972 i Waiblingen, Baden-Württemberg, är en tysk skådespelare.
Löbau har bland annat medverkat i filmerna The Forest for the Trees och Lärarrummet.

## Filmografi (i urval)
- 2003 – The Forest for the Trees
- 2023 – Lärarrummet